# (19454) Henrymarr
(19454) Henrymarr (1998 FX127) – planetoida z pasa głównego asteroid okrążająca Słońce w ciągu 3,62 lat w średniej odległości 2,35 j.a. Odkryta 25 marca 1998 roku.